# کهتوبک
کهتوبک یک منطقهٔ مسکونی در ایران است که در استان کرمان واقع شده‌است. کهتوبک ۲۳۳ نفر جمعیت دارد.